# 江麓机电
江麓机电集团有限公司，簡稱中國兵器江麓机电集团有限公司、中國兵器江麓机电集团、江麓机电集团或江麓机电，中國兵器工業集團旗下公司，是在1958年由汉阳兵工厂分拆出來成立，現時總部位於湖南湘潭市解放北路。
現時主要業務生產集特种车辆、综合传动装置、电器电控和建筑机械、工程机械、起重机械、冶金机械、环保机械、矿山机械、汽车传动、风电传动等装备研发、制造和进出口等。現時董事長贺先明。

## 外部連結
- 江麓机电集团有限公司